# Landstände des Erzstifts Salzburg
Die Landstände des Erzstifts Salzburg bestanden von Ende des 13. Jahrhunderts bis 1811.

## Entstehung
Ab 1275, mit Erzbischof Friedrich II., begann die letzte Phase der Loslösung des Landes Salzburg vom Mutterland Baiern. 1328, unter Erzbischof Heinrich, erhielt das Hochstift Salzburg eine eigene Landesordnung.
Ende des 13. Jahrhunderts bildeten sich die ersten Formen der Landstände. Erzbischof Konrad IV. sah sich gezwungen 1297 je vier Vertreter des Domkapitels, der Ritterschaft und der Bürger zu einer Versammlung einzuberufen um Unterstützung in der Fehde mit Herzog Albrecht I. von Österreich zu erhalten. Um das Lösegeld für die nach der Schlacht bei Mühldorf 1322 gefangenen Salzburger und den Rückkauf der Stadt Tittmoning 1324 finanzieren zu können, stimmte ein Salzburger Landtag einer einmaligen Schatzsteuer zu. Auch 1387, als Lösegeld für Erzbischof Pilgrim II. von Puchheim aufgebracht werden musste, stimmte ein Landtag zu. Damit hatte sich die Institution der Landstände und das Prinzip, dass diese das Recht der Steuerbewilligung hatten, durchgesetzt.

## Der Igelbund
Vor seiner Wahl als Erzbischof 1396 hatte Gregor Schenk von Osterwitz den Landständen die Wahrung ihrer Rechte zugesagt. Nach der päpstlichen Bestätigung der Wahl waren diese Versprechen aber vergessen. Nach dem Tod des Erzbischofs am 9. Mai 1403 waren die Stände entschlossen, diesmal ihre Rechte wirksam durchzusetzen. 56 namentlich genannte Vertreter der Salzburger Ritterschaft und die fünf Salzburger Städte Salzburg, Laufen, Tittmoning, Hallein und Radstadt bildeten am 20. Mai 1403 ein Bündnis, den „Ygl“ oder Igelbund. Sie verweigerten sich der Huldigung des neu gewählten Eberhard III. von Neuhaus, bis dieser die Forderungen der Stände anerkannte. Bereits am Tag nach der Wahl erfolgte diese Bestätigung. Aber nach der Bestätigung des Papstes drei Jahre später weigerte sich auch dieser Erzbischof, eine erneute Bestätigung der Rechte vorzunehmen. Nach dem Tod von Eberhard III. im Jahr 1427 erneuerte sich der Igelbund, konnte aber erneut keine dauerhafte Wirkung erzielen.

## Weitere Geschichte
Die zentrale Kompetenz der Stände war das Zustimmen von Steuern. Dieses Recht wurde den Ständen in einem Revers vom 19. November 1446 bestätigt.
Auf dem sogenannten Großen Türken-Landtag 1473 wurde eine Türkensteuer beschlossen. Daneben sollte jeder 10. Mann für die Landfahne ausgehoben werden.
Im Deutschen Bauernkrieg 1525/26 wuchs die Abhängigkeit des Landesherren von den Ständen. Dies führte zu einer Erweiterung der Rechte der Landstände. Am 30. Oktober 1525 schlossen Stände und Erzbischof einen Vergleich über die 32 Artikel der Forderungen, die von der Landschaft vorgebracht worden waren, um Missstände in Gericht und Verwaltung abzustellen.
1620 und 1637 wurden im Dreißigjährigen Krieg die letzten Gesamtlandtage bis 1797 abgehalten. Danach wurden lediglich Ausschusstage einberufen.

## Stände und Domkapitel
Wie in anderen geistlichen Territorien auch, war die Ausbildung der Landstände geprägt vom Nebeneinander des Domkapitels und der Landstände. Das Kapitel hatte über die Wahl des Erzbischofs und die vorangehenden Wahlkapitulationen Einflussmöglichkeiten und daher nur geringes Interesse an starken Ständen.

## Arbeitsweise der Landstände
Der Erzbischof berief durch den Landmarschall die Landstände zum Landtag ein. Ein eigenständiges Recht der Stände, sich zu versammeln bestand nicht. Der Landtag wurde durch den Landmarschall geleitet. Dies war ein Erbamt, das dem Herzog von Österreich zustand. Dieser beauftragte 1403 die Kuchler, dann die Felber, 1436–1632 die Nußdorfer und seit 1633 die Grafen Lodron mit der operativen Durchführung des Amtes.
Dee Landtag wurde durch einen landesfürstlichen Kommissar mit der Verlesung der fürstlichen „Präposition“ eröffnet. Diese landesherrlichen Forderungen sowie die Gravamina der Stände wurden nach Kurien getrennt beraten und danach zu einer gemeinsamen Antwort zusammengeführt. Das Ergebnis wurde dem Erzbischof zugeleitet, der die Ergebnisse in einem Landtagsabschied akzeptierte oder auch nicht.

## Kurien
Die Landstände teilten sich in vier Kurien:
1. Prälaten
2. Ritterschaft
3. Städte
4. Bauernschaft

Die Kurie der Prälaten wurde durch die neun Prälaten im Land gebildet. Dies waren der Bischof des Bistums Chiemsee, der Dompropst und der Domdechant für das Domkapitel, der Abt von Kloster St. Peter, der Propst des Franziskanerklosters Berchtesgaden, die Äbte der Klöster Mondsee und Michaelbeuern, der Propst von Höglwörth, und die Äbtissin der Benediktinerinnenabtei Nonnberg. Hinzu kamen 1529 bis ins 16. Jahrhundert noch fünf „awsser lands“: Kloster Seeon, Kloster Raitenhaslach, der Propst des Klosters Frauenchiemsee, Kloster Baumburg und Kloster Sankt Zeno. Die Äbtissin des Benediktinnenklosters auf dem Nonnberg hatte als einzige Frau ständigen Sitz und Stimme im Landtag.
Die Kurie der Ritterschaft bestand im Igelbund 1403 aus 47 Adeligen. Bis 1529 stieg die Zahl der Adligen auf 102, bis zum Ende des HRR 1803 sank sie wieder auf 45 Mitglieder. Um auf der „Landtafel“ als landtagsfähig eingetragen zu sein, bedurftes es des Besitzes eines Ritterguts, eines Grundeinkommens von mindestens 150 Talern und der Mitgliedschaft in einer seit mindestens 50 Jahren adligen Familie.
Die Kurie der Städte umfasste in der Hochzeit elf Städte: Salzburg, Hallein, Radstadt, Mühldorf am Inn, Laufen, Tittmoning, Gmünd in Kärnten, Friesach, St. Andrä im Lavanttal, Pettau und Rann an der Save. Mit dem Rezess von Wien 1535 schieden Friesach und St. Andrä aus, Gmünd in Kärnten war bereits vorher ausgeschieden. Seit 1440 wurden auch die Märkte zum Landtag geladen. Diese anfangs 17 und zum Schluss 23 Märkte schickten aber nur einen gemeinsamen Vertreter. Die 23 Märkte waren: Golling, Werfen, Tamsweg, Sankt Michael im Lungau, Mauterndorf, St. Johann im Pongau, St. Veit, Hofgastein, Zell im Pinzgau, Mittersill, Saalfelden, Taxenbach, Hopfgarten im Brixental, Lofer, Waging, Straßwalchen, Neumarkt am Wallersee, Teisendorf, Abtenau, Windisch Matrei (seit 1538; heute Matrei in Osttirol), Kuchl, Wagrain und Seekirchen.
Die Kurie der Bauernschaft bestand nur zwischen 1473 und 1565. Als „stehende Zuhörer“ hatten die Bauern auch weder Sitz noch Stimme.

## Der Ausschuss
Ab dem 16. Jahrhundert wurden für die Zeit zwischen den Landtagen Landtags-Ausschüsse gebildet. Der Große Ausschuss, bestand aus vier Prälaten (Bischof von Chiemsee, Domdechant, Abt von St. Peter, zumeist der Propst von Höglwörth), acht Rittern und vier Bürgern trat seit 1677 in einem jährlichen Landtag im Frühjahr zusammen. Dazwischen agierte der Kleine Ausschuss in monatlichen Sitzungen (je zwei Prälaten und Bürger und vier Ritter).

## Ende des Landtags
Der letzte Gesamtlandtag trat 1797 wegen des Ersten Koalitionskrieges zusammen. Am 4. Oktober 1811 wurde die Salzburger Landschaft von Bayern aufgelöst.
Im Rahmen der Revolution von 1848/1849 im Kaisertum Österreich traten die Stände im März 1848 noch einmal zusammen und wählten Vertreter für den Ständischen Zentralausschuss.
1851 entstand das Herzogtum Salzburg als Kronland. Dieses erhielt am 20. Oktober 1860 ein Landesstatut, das im Folgejahr mit dem Februarpatent leicht modifiziert bestätigt wurde. Damit entstand 1861 der Salzburger Landtag.